# Max Danielsen
Max Danielsen (1885 – 1928) è stato un giornalista, attivista per i diritti delle persone omosessuali tedesco.

## Biografia
Era originario dello Schleswig-Holstein e prima della Prima guerra mondiale fu attivo nel gruppo locale del Wissenschaftlich-humanitäres Komitee - WHK (Comitato scientifico-umanitario), fondato da Magnus Hirschfeld a Kiel.
Dopo la Prima guerra mondiale, Danielsen visse a Berlino. Divenne caporedattore della rivista Die Freundschaft, pubblicata dall'editore berlinese Karl Schultz. Nel 1920 entrò a far parte dell'associazione Deutscher Freundschaftsverband (DFV), che nel 1923 cambiò nome in Bund für Menschenrecht (BfM).
Nel 1922 Danielsen fu condannato a Berlino al pagamento di una multa di 4000 marchi del Reich per diffusione di annunci osceni. 
A causa di dissidi con Friedrich Radszuweit all'interno del BfM, fondò insieme a Arthur Liebenow il Deutscher Freundschaft Verband, come organizzazione concorrente a quella di Radszuweit e del suo BfM. 
In seguito, pubblicò le proprie riviste Neue Freundschaft, Wochenblatt für Freundschaft e Bildung und Aufklärung. Tuttavia, dopo due numeri ciascuna, interruppe le pubblicazioni in seguito a una denuncia. Inoltre, scrisse articoli per la rivista Fanfare diretta da Curt Neuburger.